# Inner-Ögeltjärnen
Inner-Ögeltjärnen är en sjö i Örnsköldsviks kommun i Ångermanland och ingår i Moälvens huvudavrinningsområde.